# 묵계초등학교 청암분교
묵계초등학교 청암분교는 대한민국 경상남도 하동군 청암면 평촌리에 있는 공립 초등학교이다.

## 학교 연혁
- 1932년 4월 26일 청암공립보통학교 개교
- 1938년 4월 1일 청암공립심상소학교로 개칭
- 1941년 4월 1일 청암공립국민학교로 개칭
- 1970년 4월 1일 심곡분교장 설립
- 1973년 3월 1일 명사분교장 설립
- 1977년 8월 20일 명사분교장 편입
- 1990년 3월 1일 상이분교장 편입
- 1981년 3월 1일 병설유치원 인가
- 1993년 3월 1일 상이분교장, 심곡분교장 통폐합
- 1995년 3월 1일 명사분교장 통폐합
- 1996년 3월 1일 청암초등학교 명칭 변경
- 1998년 9월 10일 광양동초등학교와 자매 결연
- 2014년 3월 1일 묵계초등학교 청암분교장으로 개편

## 참고 자료
- 묵계초등학교청암분교장 - 한국교육학술정보원 학교알리미